# Barcea
Barcea – wieś w Rumunii, w okręgu Gałacz, w gminie Barcea. W 2011 roku liczyła 3626 mieszkańców.